# Дані Ромера
Дані Ромера (ісп. Dani Romera, повне ім'я Деніел Ромера Ендужар ісп. Daniel Romera Andújar; нар. 23 серпня 1995, Альмерія, Іспанія) — іспанський футболіст. Гравець футбольного клубу Барселона Б.

## Кар'єра
ФК Альмерія
У віці 16 років Дані Ромера війшов в команду Альмерія Б.
27 квітня 2013 року, Дані оформив хет-трик в Ла-Роді, де Альмерія виграла з рахунком 5-2. Це робить його популярним, так що 30 листопада, отримує свій перший дебют команди в Ла Лігу. Він зіграв в матчі з Сельтою, де його команда програла з рахунком 1-3.
ФК Барселона
21 листопада 2015 року Барселона підписала Дані Ромеру на три роки. Але його перевели до команди Б. Дебютував в матчі проти Корнелії, де вийшов на заміну, провівши на полі 11 хвилин.